# Oospila extensata
Oospila extensata là một loài bướm đêm trong họ Geometridae.